# Darran Mountains
Darran Mountains – pasmo górskie w południowo-zachodniej części Alp Południowych na Wyspie Południowej w Nowej Zelandii. Stanowi północną, najwyższą część parku narodowego Fiordland National Park.
Pasmo ciągnie się południkowo i ma długość około 30 km. Od północy ogranicza je Morze Tasmana, od wschodu dolina rzeki Hollyford River, za którą znajdują się pasma Skippers Range, Bryneira Range i Humboldt Mountains. Po zachodniej stronie zbocza Darran Mountains schodzą stromo do zatoki Milford Sound. Od południowego zachodu i południa łączy się z pasmami Wick Mountains i Earl Mountains.
Jest to pasmo lodowcowe, zbudowane z granitów. W dolinach liczne jeziora polodowcowe, m.in. Lake Adelaide i Lake Marian. Najwyższym szczytem jest Mount Tutoko (2746 m). Inne wysokie szczyty (licząc od północy) to: Mount Paranui (2150 m), Mount Grave (2313 m), Alice Peak (2161 m), Mount Madeline (2537 m), Mount Syme (2222 m), Mount Patuki (2262 m), Mount Underwood (2240 m), Mount Te Wera (2326 m), Mout Revelation (2195 m), Mount Sabre (2167 m), Mount Gifford (2134 m), Mount Talbot (2117 m) i Mount Crosscut (2320 m).

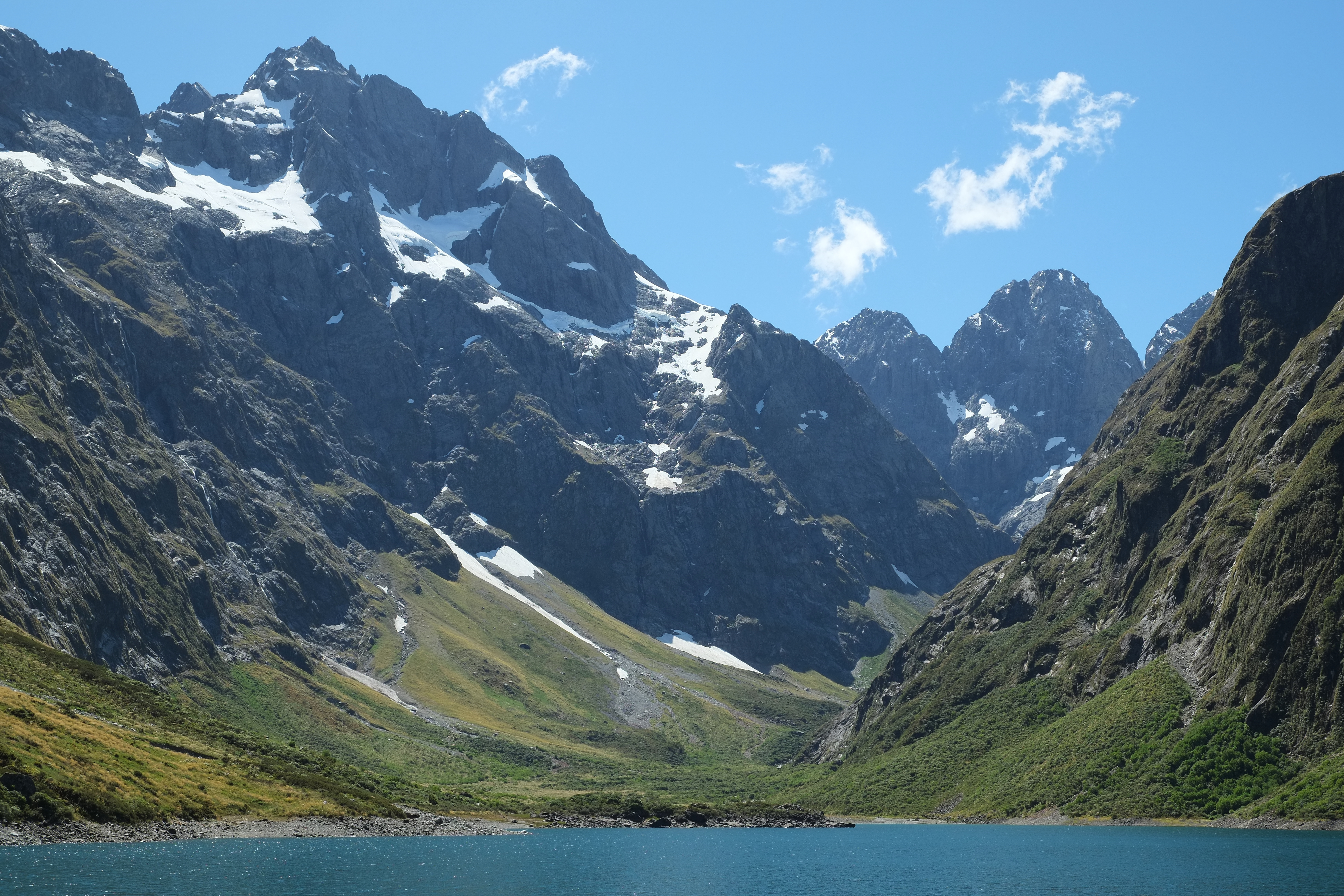
Mount Crosscut i Lake Marian

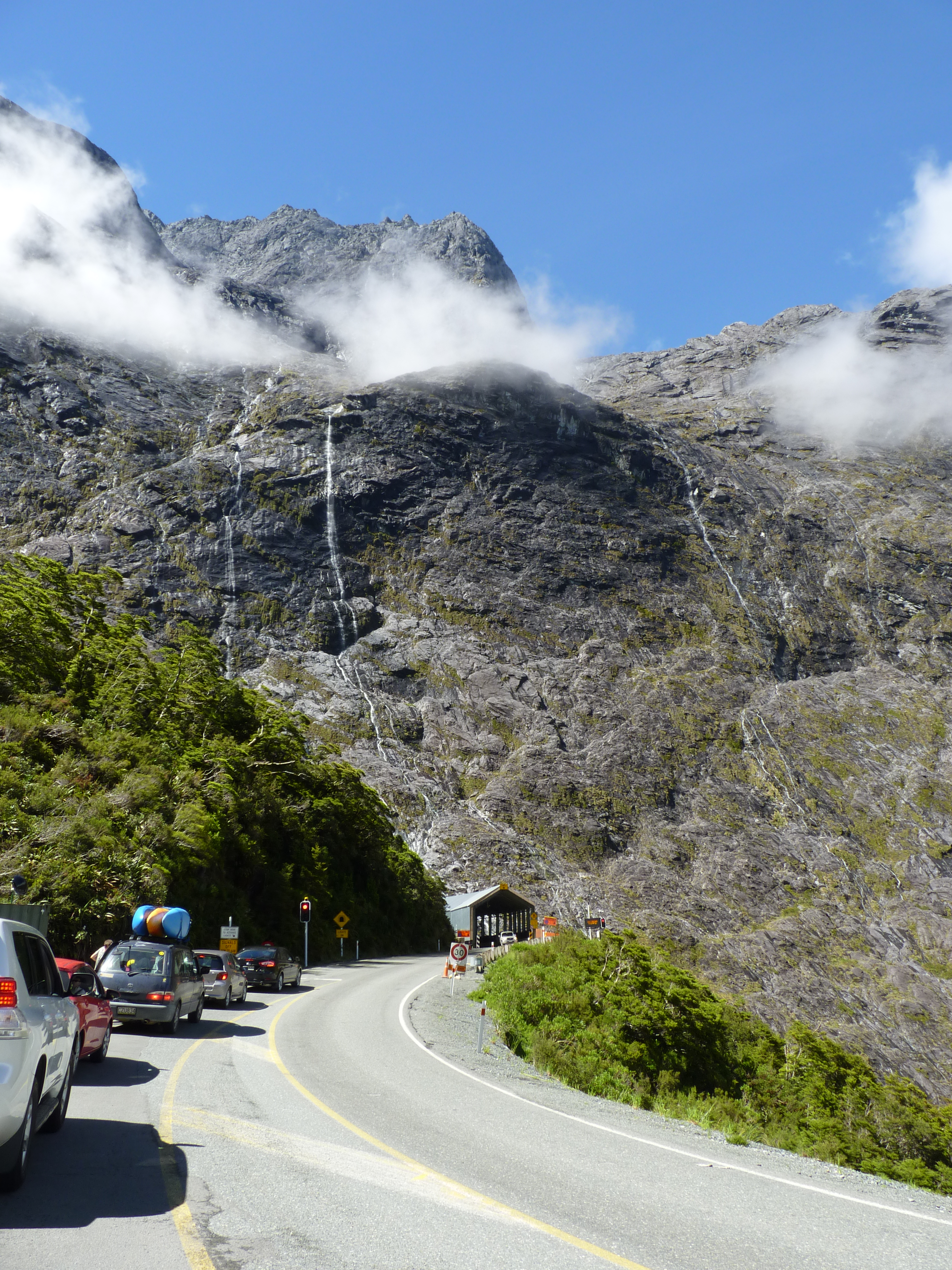
Homer Tunnel

Przez południową część pasma przechodzi autostrada stanowa nr 94 łącząca miejscowość Milford Sound z miejscowością Te Anau. Autostrada prowadzi przez tunel Homer Tunnel (1200 metrów długości) przebity w 1953 roku pod przełęczą Homer Saddle (1375 m).
Jedyną większą miejscowością w pobliżu pasma jest Milford Sound.